# Guttera
Genre
Guttera est un genre d'oiseaux de la famille des Numididae.

## Liste d'espèces
Selon la classification de référence du Congrès ornithologique international (version 15.1, 2025) :
- Guttera plumifera (Cassin, 1857) — Pintade plumifère ;
- Guttera verreauxi (Elliot, 1870) — Pintade de Verreaux ;
- Guttera pucherani (Hartlaub, 1861) — Pintade de Pucheran ;
- Guttera edouardi (Hartlaub, 1867) — Pintade d'Édouard.

## Répartition
Les espèces de ce genre se rencontrent en Afrique subsaharienne.